# الناصر محمد بن إسحاق
الناصر محمد بن إسحاق (ولد في 17 يناير 1680 - توفي في 23 أغسطس 1754) إمام الدولة الزيدية في اليمن خلال 1723 ومن 1727 إلى 1729.
كان محمد حفيد الإمام المهدي أحمد (توفي عام 1681). في 1723 ومن خلال مقر إقامته في المشرق أعلن نفسه إماما تحت مسمى الناصر محمد في ظل وجود الإمام المتوكل القاسم. ومع ذلك تمكن الأديب محمد بن إسماعيل الأمير من التوصل إلى المصالحة بينهما. عندما توفي المتوكل القاسم في عام 1727 نصب الناصر محمد إماما مرة أخرى من قاعدته في ظفار يريم إلى الشمال الغربي من صنعاء بدعم من قبيلتي حاشد وبكيل ومن سيد كوكبان.
عارض المنصور الحسين ابن الإمام السابق المتوكل القاسم تعيين الناصر محمد إماما. ذهب زعيم أحد القبائل للتباحث مع المنصور الحسين لكنه اغتيل في خيمة الأخير. هذا الأمر أدى إلى ذعر كبير بين القبائل وجولة من القتال غير الحاسم. لفترة وجيزة اعترف المنصور الحسين بإمامة الناصر محمد. في وقت لاحق خطف المنصور الحسين أبناء الناصر محمد الذي جاء صاغرا إلى قصر المنصور الحسين في حوالي 1729 الذي استقبله استقبالا حسنا. بقي أحد أبناء الناصر محمد في الحبس في حين أنه هو نفسه انسحب من الحياة العامة حتى وفاته في عام 1754.